# 千里セルシー
千里セルシー（せんりセルシー）は、かつて大阪府豊中市にあった複合商業施設である。

## 概要
千里ニュータウンの中核地区・千里中央駅前にあって、ローマのコロッセオを模した建物が特徴的だった。ショッピングモールのほか、屋外にあるセルシー広場では週末や休日を中心にアイドルや歌手によるコンサートなどのイベントがたびたび行われ、全国規模のツアーの会場として選ばれるケースも多かった。

## 沿革
1972年11月15日開館。2002年5月31日には新たな集客施設として千里中華街がオープンしたが、2007年1月に閉店している。2014年8月31日にはミニシアターの千里セルシーシアターが閉館した。

### 年表
- 1972年11月15日 - 開館。当時のキャッチ・コピーは「気ままな仲間のレジャーひろば」[1]。
- 1977年6月 - 核店舗としてダイエーがオープン。
- 2002年5月31日 - 千里中華街がオープン。
- 2005年7月 - 千里中華街がリニューアルオープン。
- 2007年1月 - 千里中華街が閉店。
- 2014年8月 - 千里セルシーシアターが閉館。
- 2018年6月 - 大阪北部地震の影響で当面休館。その後ダイエーを除き順次営業を再開[6]。
- 2019年5月31日 - 閉鎖

### 施設運営側による店舗強制撤退とその後
2016年6月以降、施設運営側から店舗に賃貸契約を更新しないという通知が届いている。これを受けて同年末で半数近い店舗を施設運営側が強制撤退させた上で閉店し、2017年春以降にはさらに閉店する店が出る可能性があると報じられている。MBSの取材によれば建物の老朽化による耐震強度の低下が理由とされているが、店主たちとの話し合いは一切持たれていないという。
2019年5月31日をもって、全てのテナントを退去させて閉館する事を発表。後継施設については隣接する千里阪急と一体とする再開発も検討中とのこと。
閉館後数ヶ月以内にほとんどのテナントが退去したが、パチンコ屋が営業を続けたため完全閉館に至るまで約3年を要した。
2024年8月、豊中市より「千里中央地区活性化基本計画〈改訂版〉」が公表され、千里セルシーは隣接する千里阪急および千里阪急ホテルと一体的に再開発される計画が示された。

## 閉館時点の主な店舗
地下1階
- 居酒屋などの飲食店
- パチンコSHINBASHI（しんばし・2022年6月まで営業）

1階
- ダイエー 千里中央店（店番号「0304」）

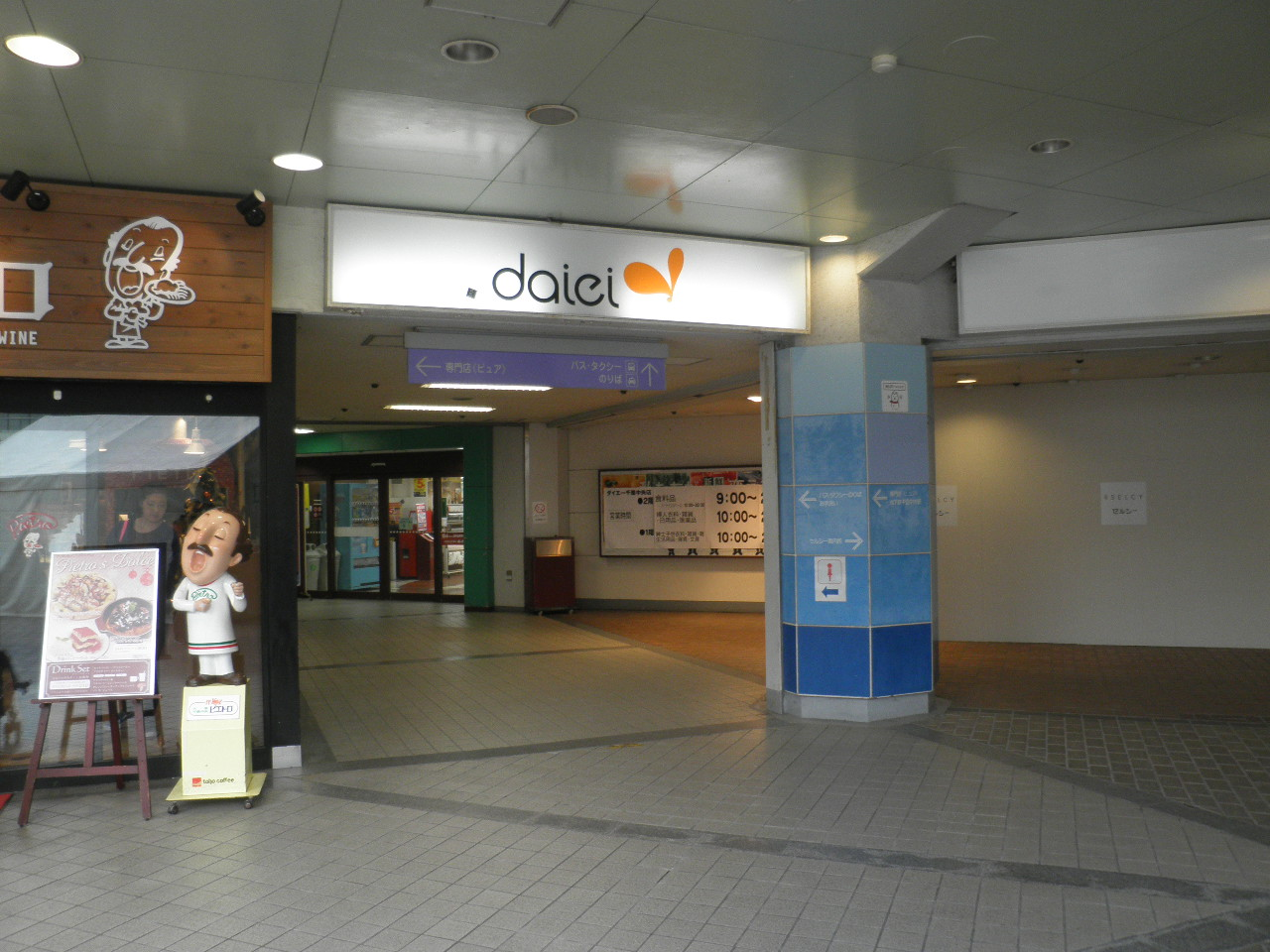
ダイエー千里中央店

- ドトールコーヒーショップ
- 洋麺屋ピエトロ
- サッカーショップ加茂
- 馬渕教室

2階
- ダイエー
- モスバーガー
- ミスタードーナツ
- 馬渕教室

3階
- 美容室
- 形成外科・眼科

### 過去の店舗・施設
- 千里ラーメン名作座（地下1階）
  - 山小屋ラーメンなど、5つのラーメン店が入居していた。
- フォルクス（地下1階）
- サイゼリヤ（地下1階）
- 千房（地下1階）
- パチンコ・スロット サンエー（地下1階）
- 千里セルシーシアター（地下1階、2014年8月31日閉館）
- 無印良品（1階）
- 田村書店（1階）
- メガネの三城（1階）
- ABCマート（1階）
- JTBトラベランド（1階）
- 三菱UFJモルガン・スタンレー証券（1階）
- TSUTAYA（2階）
- ライトオン（2階）
- ジョルダーノ（2階）[14]
- セルシープール（プール）（3階）
- JEUGIAカルチャーセンター（4階）
- ECC予備校、ECC外語学院（4階）
- 千里中華街（5階）
- セルシーボウル（最盛期には2階：42レーン、3階：60レーン、4階：60レーンの計162レーンを設置していた）[15]
- ヤマハ・アクト・イン・千里（6階）
- スポーツクラブ ルネサンス
- リーブ21
- ダンディハウス、エステティックミスパリ

## ギャラリー

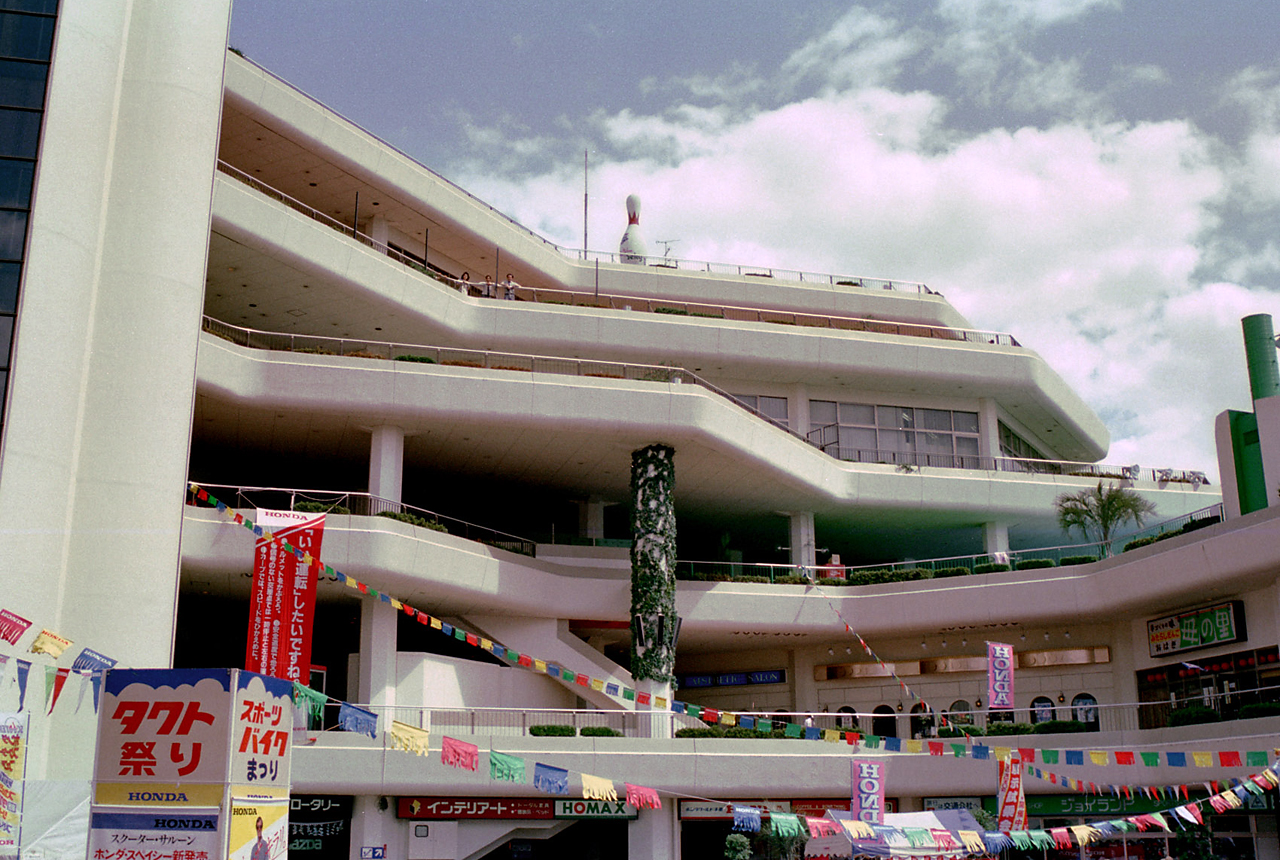
外観（1983年7月）
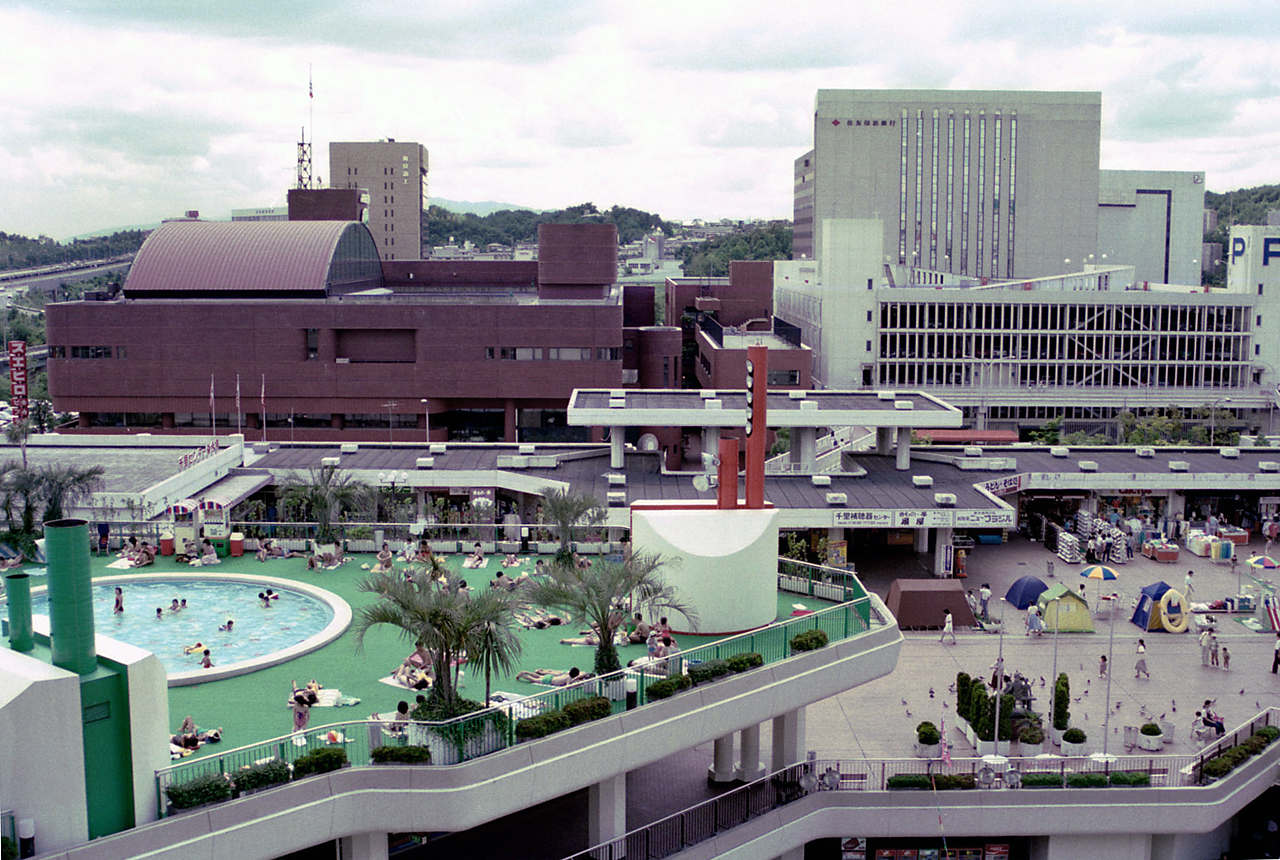
上層階より千里中央駅方向を俯瞰（1983年7月）
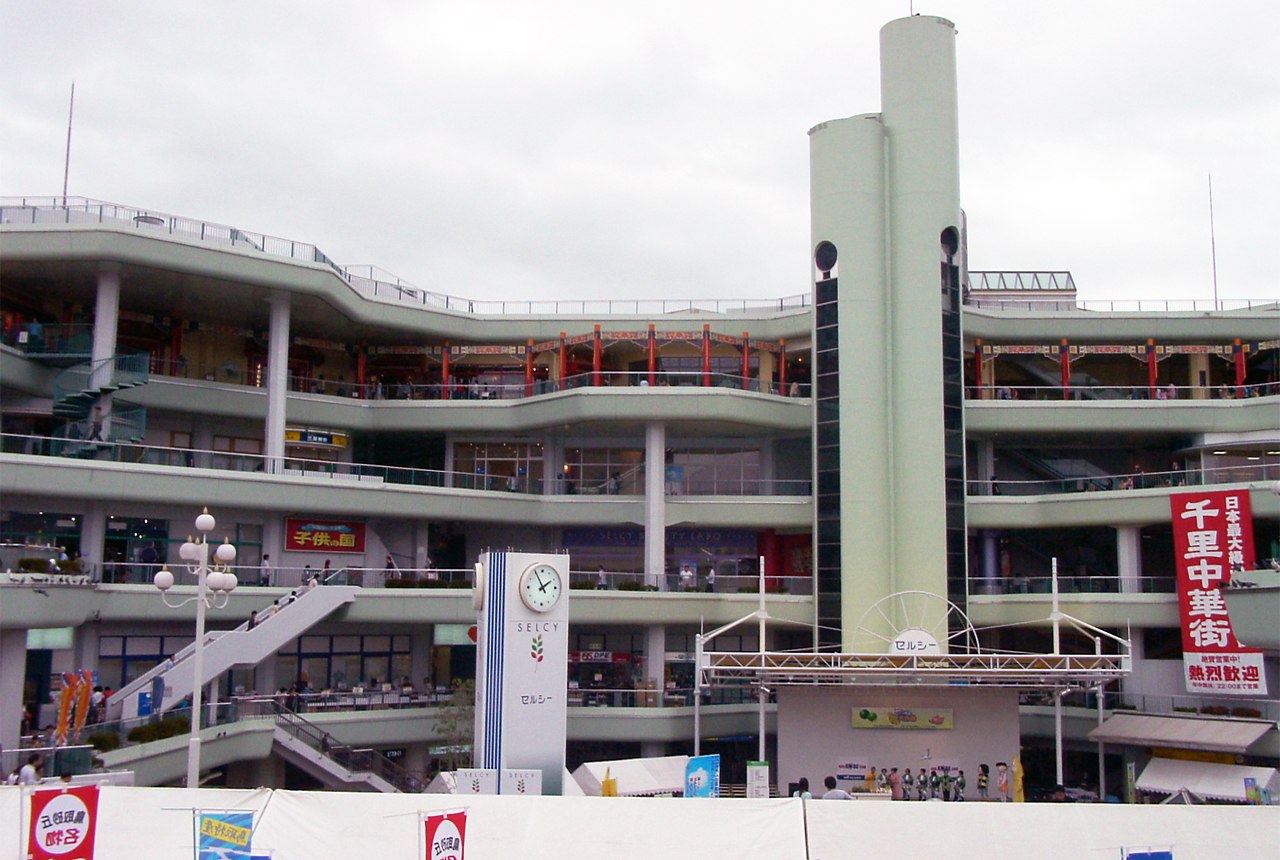
千里中華街がオープンして間もない頃の外観（2002年6月）
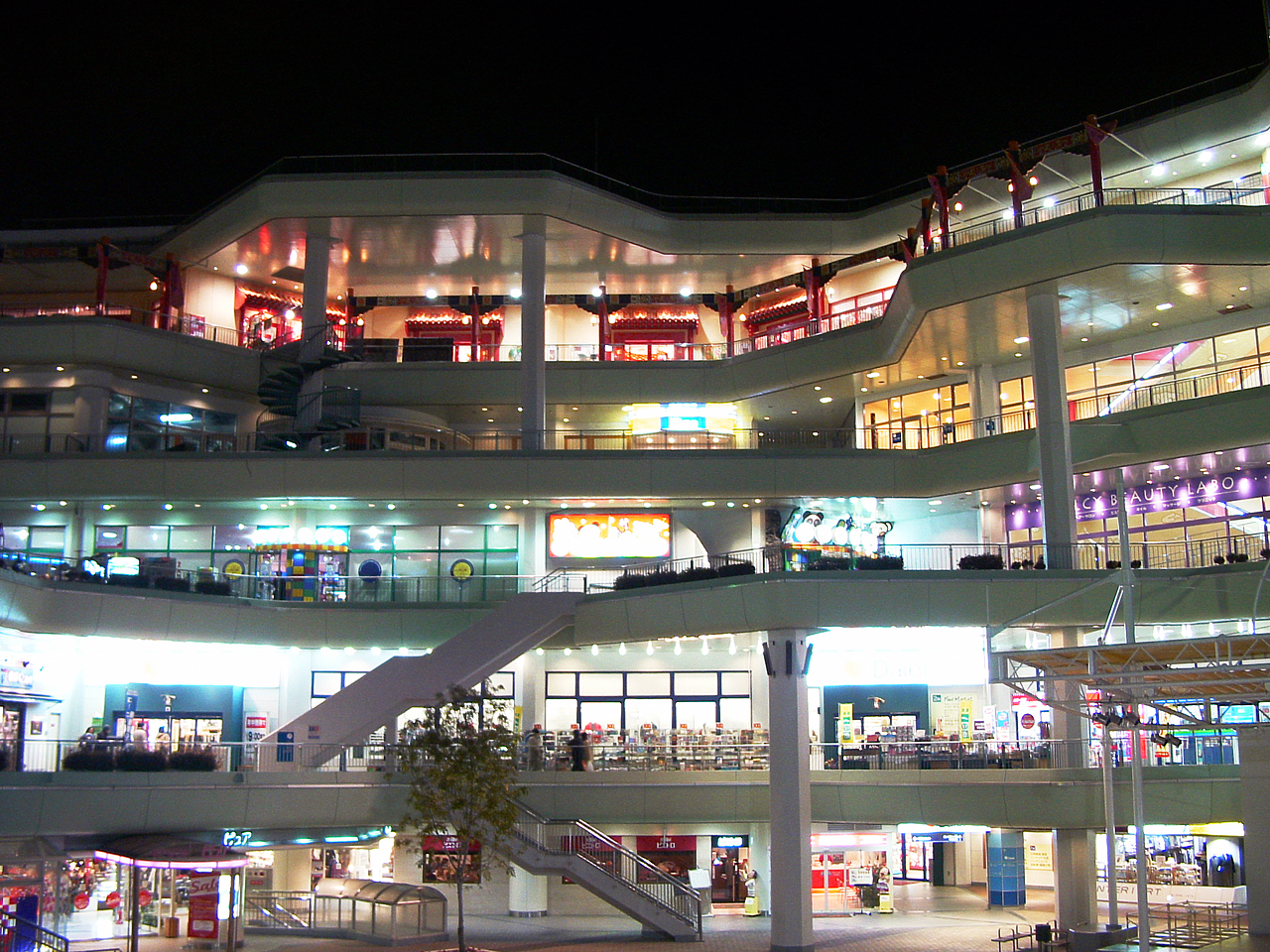
夜景（2003年1月）